# Клаудіуш Філясевич
Клаудіуш Філясевич (пол. Klaudiusz Filasiewicz, бл. 1880 — 26 вересня 1968, там само) — польський архітектор.

## Біографія
На початку 1920-х років очолював Державну технічну школу ім. Станіслава Щепановського у Львові. Помер 26 вересня 1968 року і похований на центральному цвинтарі в Гливицях (Польща).